# Africodytes mopiensis
Africodytes mopiensis är en skalbaggsart som beskrevs av Bilardo och Rocchi 2010. Africodytes mopiensis ingår i släktet Africodytes och familjen dykare. Inga underarter finns listade i Catalogue of Life.